# NGC 777
NGC 777 est une vaste galaxie elliptique située dans la constellation du Triangle. NGC 777 a été découverte par l'astronome germano-britannique William Herschel en 1784.

## Caractéristiques
Sa vitesse par rapport au fond diffus cosmologique est de 4 758 ± 20 km/s, ce qui correspond à une distance de Hubble de 70,2 ± 4,9 Mpc (∼229 millions d'al).
À ce jour, neuf mesures non basées sur le décalage vers le rouge (redshift) donnent une distance de 64,844 ± 22,247 Mpc (∼211 millions d'al), ce qui est à l'intérieur des valeurs de la distance de Hubble. Notons cependant que c'est avec la valeur moyenne des mesures indépendantes, lorsqu'elles existent, que la base de données NASA/IPAC calcule le diamètre d'une galaxie et qu'en conséquence le diamètre de NGC 777 pourrait être d'environ 57,2 kpc (∼187 000 al) si on utilisait la distance de Hubble pour le calculer. 
Selon la base de données Simbad, NGC 777 est une galaxie active de type Seyfert 2.

## Groupe de NGC 777
NGC 777 est la plus grosse et la plus brillante d'un groupe de galaxies qui porte son nom. Le groupe de NGC 777 comprend au moins 14 galaxies, dont NGC 750, NGC 751, NGC 761, NGC 783, NGC 785 et NGC 789.